# Gallions Reach (DLR)
Gallions Reach is een station van de Docklands Light Railway aan de Beckton Branch. Het station is geopend in 1994.